# WorldForge
O WorldForge é um projeto em código aberto de plataforma para jogos online massivos (MMOs).
O Projeto WorldForge iniciou em Outubro de 1998, com o nome original de "Altima." Ele foi originalmente escolhido para ser uma "Alternativa para Ultima Online."  Surgiu e desapareceu como muitos outros jogos em desenvolvimento baseados na Internet, mas foi mencionado nas notícias do Slashdot, e através disso teve muitos desenvolvedores interessados.